# Жорді Буйс
Жорді Буйс (нід. Jordy Buijs, нар. 28 грудня 1988, Ріддеркерк) — нідерландський футболіст, захисник.
Виступав також за клуби «Де Графсхап» та «НАК Бреда».
Чемпіон Австралії. Володар Кубка Австралії.

## Ігрова кар'єра
Народився 28 грудня 1988 року в місті Ріддеркерк.
У дорослому футболі дебютував 2007 року виступами за команду «Феєнорд». 
Своєю грою за цю команду привернув увагу представників тренерського штабу клубу «Де Графсхап», до складу якого приєднався 2008 року. Відіграв за команду з Дутинхема наступні три сезони своєї ігрової кар'єри. Більшість часу, проведеного у складі «Де Графсхапа», був основним гравцем захисту команди.
У 2011 році уклав контракт з клубом «НАК Бреда», у складі якого провів наступні три роки своєї кар'єри гравця. Граючи у складі «НАК Бреда» також здебільшого виходив на поле в основному складі команди.
Згодом з 2014 по 2024 рік грав у складі команд «Геренвен», «Рода», «Пандурій», «Сідней», «В-Варен Нагасакі», «Токусіма Вортіс», «Кіото Санга», «Фаджіано Окаяма» та «Гальстерен».
До складу клубу «Оостергоут» приєднався 2024 року.

## Титули і досягнення
- Чемпіон Австралії (1):

«Сідней»: 2016-2017
- Володар Кубка Австралії (1):

«Сідней»: 2017